# Christoph Fundgrube (Vorderer Fastenberg)
Christoph war ein Zinnbergwerk im Bergrevier Johanngeorgenstadt im sächsischen Erzgebirge.

## Lage
Am Vorderen Fastenberg bei der Exulanten- und Bergstadt Johanngeorgenstadt wurden im 17. Jahrhundert mehrere Gruben zum Abbau unmittelbar benachbarter Erzgänge betrieben. Dazu zählte auch die 1676 verliehene Christoph Fundgrube. Hier wurde Zinn abgebaut, nachdem die Fundgrube von Christoph Fraustein, Johann Tränkner und Christoph Tränkner in Lehn genommen wurde.
Die Zinngrube befand sich im Rats(Jugel-)wald, der sich zum damaligen Zeitpunkt zwischen Jugelbach, Schwefelbach und der von Johanngeorgenstadt über Steinbach nach Eibenstock führenden Straße erstreckte. Das Holz dieses Waldes wurde durch den Bergbau fast vollständig aufgebraucht, so dass der Name heute fast völlig in Vergessenheit geraten ist.
1682 kam die Christoph Fundgrube zum Erliegen. Christoph Fraustein, nach dessen Vornamen die Grube benannt wurde und der in der Schneeberger Gasse in Johanngeorgenstadt wohnte, wurde später Knappschaftsältester und Assessor beim Anschnitt im Bergamt Johanngeorgenstadt.